# جيروم بينتون
جيروم بينتون (بالإنجليزية: Jerome Benton)‏ هو مغني أمريكي، ولد في 17 سبتمبر 1962.

## وصلات خارجية
- جيروم بينتون على موقع IMDb (الإنجليزية)
- جيروم بينتون على موقع ميوزك برينز (الإنجليزية)
- جيروم بينتون على موقع ديسكوغز (الإنجليزية)
- جيروم بينتون على موقع قاعدة بيانات الفيلم (الإنجليزية)